# Javaponny
Javaponny är en hästras av ponnytyp som härstammar från ön Java i Indonesien där de används som dragdjur, speciellt i taxikärror som kallas "sados". Detta kan de göra i den tropiska hetta som de har på Indonesien utan att bli överansträngda. De har en mankhöjd kring 124 cm. Färger som framkommer ofta är bland annat skäck annars är alla färger tillåtna utom Tigrerad. Ponnyerna kallas lokalt för Kumingaponnyer på ön Java.

## Historia
Javaponnyn har stor likhet med den lilla Timorponnyn men har utvecklats uteslutet på ön Java i Indonesien och nästan alla inhemska indonesiska ponnyraser härstammar från de mongoliska vildhästarna Przewalski som säkerligen blandats ut med andra mongoliska eller kinesiska ponnyer. Även ökenhästar som det arabiska fullblodet har troligtvis blandats in i ponnyerna. De första handelsstationerna på Java grundades under 1400-talet och då importerades många hästar som skulle användas som dragare och packdjur.
Under 1600-talet var Indonesien en holländsk koloni och många hästar av orientaliskt och europeiskt ursprung importerades av Ostindiska Kompaniet. Holländarna grundade ett stuteri för att förbättra de indonesiska raserna i Bantam på Java redan 1598. De inhemska hästarna hade troligtvis redan inflytande från det arabiska fullblodet som införts i landet av arabiska handelsmän redan under de första århundradena e.Kr.
De holländska kolonisatörerna förbättrade rasen under 1600-talet på stuterierna i Indonesien och dagens Javaponny utvecklades på stuteriet i Bantam med ännu mer arabiskt blod vilket gjorde rasen ännu mer uthållig och tålig. Dagens Javaponnyer visar inga arabiska drag i exteriören men har ärvt deras tålighet mot hetta och deras uthållning.

## Egenskaper
Javaponnyn är mest känd för sina uthållighet. Ponnyerna kan enkelt jobba flera timmar i tropisk hetta utan att svettas, trots att de traditionella taxikärrorna, som kallas "sados", ibland packas fulla med hela familjer. Rasen är arbetsvillig och har ett lugnt temperament och en enorm uthållighet som de har ärvt från de arabiska fullbloden.
Javaponnyn har ingen påtagligt ädel exteriör. Huvudet är långt med framträdande öron och uttrycksfulla ögon. Halsen är vanligtvis ganska kort och kompakt och väl musklad. Manken är framträdande och ryggen är lång med ett lätt sluttande kors. Bogen lutar bra och ger Javaponnyerna fria rörelser. Bröstet är ofta djupt men inte särskilt brett. Benen är ofta dåligt byggda med klen benstomme, svaga leder och långa skenben men de är förvånansvärt starka med hårda och sega hovar.
Ibland används ponnyn även som ridhäst och rids då med traditionella träsadlar täckta med broderat tyg. Stigbyglarna är oftast inte mer än ett rep med en knut på änden som sticks in mellan ryttarens tår. Javaponnyn ser ofta väldigt späd ut på grund av dåligt bete men de är tillräckligt starka för att bära vuxna män och de är mycket sega och uthålliga.